# Bilaj
Bilaj falu Horvátországban Lika-Zengg megyében. Közigazgatásilag Gospićhoz tartozik.

## Fekvése
Gospićtól 6 km-re délkeletre a Likai-mezőn, a Gospićot Gračaccal összekötő 50-es számú úttól északra, a Lika jobb partján fekszik. Közelében halad el az A1-es autópálya és a Zágrábot Splittel összekötő vasútvonal is.

## Története
Területe a régészeti leletek tanúsága szerint már a bronzkorban lakott volt. A települést 1071-ben említik először azzal összefüggésben, hogy az ősi likai zsupánság több önálló közigazgatási egységre esett szét. A 15. századig Bilaj vára az azonos nevű várispánság központja. Birtokosa a Mogorović család volt de a Tvrtkovich családnak is voltak itt birtokai, melyek Sutpetarhoz tartoztak. A család I. Tvrtko bosnyák királyról eredeztette a nevét. A két Tvrtkovich fivér közül Tamás 1446 és 1448 között bánhelyettes volt. Egy 1449-es írott forrás szerint Bilaj ekkor már jelentős vásáros hely volt. A település a Lika jobb partján a felette emelkedő vár alatt fejlődött ki. 1451-ben birtokosa Tvrtkovich Tamás, aki ekkor lemond a Lika vármegyei Belajról („Belay in comitatu Lika”) Thallóczy Péter horvát bán javára. Egy 1509-ben kelt oklevélben a várat már Karlovich Iván nevén találjuk, míg a település a vártól északra terjeszkedett. Központja a plébániatemplom volt, mely a mai templom közelében állt. A vártól nyugatra a Likán híd ívelt át, amely mellett malom működött. A Lika elleni török támadások 1526-ban kezdődtek. Bilaj lakossága ekkor északra az ország biztonságosabb részeire menekült. A várat már 1527 őszén elfoglalta a török. 1528 tavaszán a elhagyott Bilajra az Una és a Sana közötti vidékről érkezett határőrök telepedtek le, majd 1530 és 1533 között a török lakosság száma tovább nőtt. A török a várat újra megerősítette, Bilaj pedig a meghódított Lika egyik legjelentősebb török települése lett. 1685 szeptemberében a Herberstein generális vezette krajinai sereg rátört a településre és azt felégetve sok állatot elhajtott. A várat ekkor azonban még nem sikerült visszafoglalni. Az 1689-es év felszabadító harcai következtében Bilaj környéke császári kézre került és a háromszáz főnyi török őrség, valamint a mintegy ezer főre tehető török lakosság szabad eltávozás fejében elhagyta Bilajt és az Una felé húzódott vissza. A kis számú helyben maradó muzulmán 1696-ban áttért a keresztény hitre. Közben 1691-ben Marko Mesić pap hívására horvát családok telepedtek itt le, a mai lakosok lényegében az ő utódaik. 1696-ban 23 házában 154 lakos, köztük számos horvát határőr élt. 1700-ban Brajković püspök engedélyezte az itteni keresztényeknek egy új templom építését. 1710-ben Šimun Zdunić bilaji plébános a török által lerombolt középkori templom közelében az új Szent Jakab templom építésébe kezdett. 1714-ben Bilaj az átszervezett katonai határőrvidék tíz százada egykének székhelye lett. Az ezredparancsnokság székhelye Ribnik volt. A századparancsnokság épülete a templom közelében állt. Lakói részt vettek a határőrizetben és törökkel vívott határmenti harcokban. 1718-ban Likát pestisjárvány sújtotta, melynek itt is több halálos áldozata volt. 1729-ben az ezredparancsnokságot Ribnikről Gospićra helyezték át, ezzel Gospić lett Lika katonai igazgatási központja. 1787-ben megkezdődtek az új Gospićot Gračaccal összekötő út építési munkálatai. Ennek keretében 1787 év végén megkezdődött az új híd építése a Lika folyón, melynek munkálatai 1789-ben fejeződtek be. 1807-ben megalakult az önálló bilaji plébánia.
1809. május 21-én Bilajnál véres csata dúlt a Dalmáciából Likán át előrenyomuló Marmont francia marsall serege és a határőrvidék katonasága között. A csatában a bilaji század vesztesége tizenöt sebesült és tizenhárom halott volt. A csata után a franciák bosszúból felgyújtották és lerombolták a települést. A lakosság részben a visszavonuló katonasággal tartott, részben a környék erdeibe menekült a franciák bosszúja elől. A háború okozta sebek begyógyítása lassan haladt. A vetés tönkrement, az állatokat elhajtották, vagy levágták a nagyszámú sereg élelmezéséhez. 1809 augusztusában Ausztria aláírta a békét és a likai ezredek francia parancsnokság alá kerültek. A francia okkupáció azonban nem tartott sokáig, a franciák már 1813-ban távoztak az országból. Bilaj lakossága még magához sem tért a háború okozta pusztulásból egy újabb veszedelem, a Likán 1815-ben végigpusztító pestis szedte áldozatait. 1830-ban Bilajnak Novoseloval együtt 120 háza és 450 felnőtt lakosa volt. 1834-ben magának Bilajnak 51 háza és 514 lakosa volt. Bilaj első iskoláját 1843-ban nyitották meg. 1848-ban felépítették a ma is álló Szent Jakab plébániatemplomot. Még ugyanebben az évben nagy számú bilaji határőr vett részt az olasz és magyar szabadságharc elleni osztrák hadműveletekben. A falunak 1857-ben 550, 1910-ben 609 lakosa volt. A trianoni békeszerződés előtt Lika-Korbava vármegye Gospići járásához tartozott. Ezt követően előbb a Szerb-Horvát-Szlovén Királyság, majd Jugoszlávia része lett. A második világháború során a szerb partizánok szörnyű mészárlást végeztek a helyi horvátok között, melynek 162 halálos áldozata volt. A falunak 2011-ben már csak 164 lakosa volt.

## Lakosság
| Lakosság változása | Lakosság változása | Lakosság változása | Lakosság változása | Lakosság változása | Lakosság változása | Lakosság változása | Lakosság változása | Lakosság változása | Lakosság változása | Lakosság változása | Lakosság változása | Lakosság változása | Lakosság változása | Lakosság változása | Lakosság változása |
| ------------------ | ------------------ | ------------------ | ------------------ | ------------------ | ------------------ | ------------------ | ------------------ | ------------------ | ------------------ | ------------------ | ------------------ | ------------------ | ------------------ | ------------------ | ------------------ |
| 1857               | 1869               | 1880               | 1890               | 1900               | 1910               | 1921               | 1931               | 1948               | 1953               | 1961               | 1971               | 1981               | 1991               | 2001               | 2011               |
| 550                | 710                | 626                | 625                | 712                | 609                | 486                | 658                | 521                | 513                | 502                | 432                | 319                | 330                | 255                | 164                |

- 1971:432 fő, ebből 427 horvát, 4 szerb, 1 egyéb
- 1981:319 fő, ebből 311 horvát, 5 jugoszláv, 1 szerb, 2 egyéb
- 1991:330 fő, ebből 318 horvát, 1 jugoszláv, 1 szerb, 10 egyéb
- 2001:255 fő

## Nevezetességei
- A várból mára nagyon kevés maradt fenn, a szerkezetét egy a bécsi hadilevéltárban őrzött alaprajz alapján lehet rekonstruálni. A vár központi épülete az ötszögletű lakótorony volt, melynek éle a legkönnyebben támadható oldal felé fordult. A lakótorony mellett emelkedett a várpalota. A szűk udvart egy fallal zárták le, mely a lakótoronytól a belső vár kapujáig ért. Az egész belső várat egy plató, valamiféle külső vár övezte. Glavinić püspök 1696-os leírásában úgy sejti, hogy ez a vár valaha egy főúr rezidenciája lehetett. A szerkezetének egésze, nagyon hasonló volt a szomszédos Novi várához.
- A római katolikus Szent Jakab plébániatemplom 1848-ban épült. A honvédő háború során a frontvonaltól mindössze háromszáz méterre állt és 1991. szeptember 11-én a szerbek gránátjai felgyújtották. A tűzben megolvadt harang maradványai ma mementóként láthatók a templom mellett. Az újjáépített templomot 1994. július 25-én Szent Jakab ünnepén szentelték újra. Erre a templom belső falán emléktábla emlékeztet.
- A temetőben áll a II. világháború és a honvédő háború 218 áldozatának emlékműve.
- A bilaji hidat[4] 1879-ben építették a Likán. A korábbi híd valószínűleg még a franciákkal vívott 1809-es bilaji csata előtt rombadőlt. Az ideiglenes fahíd helyén épült a jelenlegi kőhíd kemény szürke mészkőből, amelyet 10 kilométerre, az Oštra-hegy melletti kőbányából szállítottak. Két ívének fesztávolsága 14 méter, az út szélessége 6 méter, a korlát magassága pedig 0,50 méter. A hidat Karlo Antonić és Mato Dražić tengerparti vállalkozók építették, az építkezés 1877-től 1879-ig tartott. 1943. október 20-án a nemzeti felszabadító hadsereg 35. hadosztálya újra lerombolta. A háború után újjáépítették.